# Moureuille
 Moureuille  là một xã ở tỉnh Puy-de-Dôme trong vùng Auvergne-Rhône-Alpes miền trung nước Pháp. Xã này nằm ở khu vực có độ cao trung bình 580 mét trên mực nước biển.
Sông Bouble tạo thành ranh giới tây bắc của xã này.